# HD 93083
HD 93083 är en orange underjätte i stjärnbilden Luftpumpen.
Stjärnan har visuell magnitud +8,33 och kräver fältkikare för att observeras. Den befinner sig på ett avstånd av ungefär 90 ljusår

## Exoplanet
Närvaron av en exoplanet vid stjärnan upptäcktes 2005. Planeten har en massa som är ungefär 0,37 Jupitermassor. Den fick beteckningen HD 93083 b och har ett medelavstånd till stjärnan på 0,48 AE. 
| Planet | Massa    | Halv storaxel (AE) | Siderisk omloppstid (d) | Excentricitet | Inklination | Radie |
| ------ | -------- | ------------------ | ----------------------- | ------------- | ----------- | ----- |
| b      | >0,37 MJ | 0,477              | 143,58±0,6              | 0,14±0,03     | –           | –     |